# Edward Hyde (gobernador de Nueva York)
Edward Hyde, 3.er conde de Clarendon (28 de noviembre de 1661-31 de marzo de 1723), vizconde de Cornbury entre 1674 y 1709, fue gobernador de Nueva York y Nueva Jersey entre 1701 y 1708 y es quizás más conocido por supuestamente travestirse durante su mandato.

## Vida y carrera
Nacido en The Hon. Desde los nueve años, cuando su padre viudo se casó con la heredera de Flower Backhouse, vivió en Swallowfield, Berkshire, y se matriculó en Oxford el 23 de enero de 1675, un mes después de que su padre sucediera al 2º Conde de Clarendon, haciéndolo a él Vizconde de Cornbury. A Oxford le siguieron tres años en la Academia Calvino de Ginebra. Entró en el Real Regimiento de Dragones, y se convirtió en miembro conservador del parlamento para Wiltshire entre 1685 y 1696 y para Christchurch, entre 1695 y 1701. Fue comandante de la caballería del príncipe Jorge de Dinamarca, y paje de honor del rey Jaime II en su coronación. Fue uno de los primeros comandantes en abandonar al rey en 1688, llevando consigo a tantas tropas como pudo.
Se convirtió en gobernador de Nueva York y Nueva Jersey desde 1701 hasta 1708, en cuya posición se ganó un mal renombre. Se dice que su conducta y carácter fueron igualmente aborrecidos en ambos hemisferios. Fue encarcelado por deudas en el momento de la muerte de su padre, cuando se convirtió en el 3º Conde de Clarendon. Fue enviado como diplomático a Hannover en 1714.
Murió en Chelsea, en el olvido y endeudado, siendo enterrado el 5 de abril de 1723 en la Abadía de Westminster.

## Reputación
Llegó a ser considerado en la literatura histórica como alguien con una moral libertina, y hundido en la corrupción: posiblemente el peor gobernador que Gran Bretaña jamás impuso a una colonia norteamericana. Los primeros relatos afirman que aceptó sobornos y saqueó el tesoro público. El historiador del siglo XIX, George Bancroft, dijo que el Conde ilustraba la peor forma de arrogancia, unida a la imbecilidad intelectual de la aristocracia inglesa. Más tarde, los historiadores le caracterizaron como un degenerado y pervertido que se dijo que pasó la mitad de su tiempo vestido con ropa de mujer, un petimetre y derrochador. Se dijo que entregó un panegírico de flores en las orejas de su esposa, tras lo cual invitó a todos los caballeros presentes a sentir exactamente la forma de concha que tenían; que malversó £1500 destinadas a la defensa del puerto de Nueva York, y, que escandalosamente, se vestía de mujer y se escondía detrás de los árboles para saltar, gritando de risa sobre sus víctimas.
Se informó que abrió la Asamblea de Nueva York en 1702 ataviado con un vestido con tontillo, un elaborado tocado, y con un abanico imitando el estilo de la Reina Ana. Cuando su elección de ropa fue cuestionada, respondió: Todos ustedes son personas muy estúpidas que no ven la conveniencia de todo. En este lugar y ocasión, represento a una mujer (la reina), y en todos los aspectos debo representarla tan fielmente como me sea posible. También se dice que en agosto de 1707, cuando su esposa Lady Cornbury murió, Su alta Imponencia (como él prefería ser llamado) asistió al funeral nuevamente vestido de mujer. Eso fue poco después de las múltiples quejas de los colonos solicitando a la reina el retiro del Conde de su cargo.
Patricia U. Bonomi, reexaminó estas afirmaciones, y las encontró cuestionables y basadas en muy poca evidencia concluyendo que su presunto travestismo fue un invento de sus enemigos políticos para desprestigiarle. Tres colonos, todos ellos miembros de una facción opuesta al Conde, escribieron cuatro cartas entre 1707 y 1709 discutiendo el rumor de que Lord Cornbury usaba ropa de mujer. También hay algunos documentos antiguos que podrían ser citados para sostener la acusación de haber aceptado sobornos o apropiación indebida de fondos del gobierno, pero ahí termina toda evidencia contemporánea.
Otra pieza frecuentemente citada como evidencia es el retrato que se decía era del Conde de Cornbury vestido con ropas de mujer, y que se conserva actualmente en la Sociedad Histórica de Nueva York. Casi nada se conoce sobre los verdaderos orígenes o el tema de la pintura.